# Landshuter Kommunalunternehmen für Medizinische Versorgung
Das Landshuter Kommunalunternehmen für Medizinische Versorgung, kurz Lakumed, ist ein Kommunalunternehmen des Landkreises Landshut. Es wurde im Jahr 2000 als Zusammenschluss des Kreiskrankenhauses Landshut-Achdorf, des Kreiskrankenhauses Vilsbiburg und der Schlossklinik Rottenburg gegründet, die bis dahin als eigenständige Kliniken des Landkreises geführt wurden.
Das Unternehmen nahm zum 1. Januar 2001 seinen Geschäftsbetrieb auf. Seitdem wurde die Verwaltung der Krankenhäuser des Landkreises Landshut weitgehend vereinheitlicht und das medizinische Angebot des Landkreises weiter ausgebaut.
Mit mehr als 630 Planbetten sind die LAKUMED-Kliniken der größte medizinische Dienstleister in der Region Landshut. Mehr als 1.750 Mitarbeiter versorgen jedes Jahr etwa 85.000 ambulante und stationäre Patienten.
Zu den LAKUMED-Kliniken gehören:
- Krankenhaus Landshut-Achdorf
- Krankenhaus Vilsbiburg
- Schlossklinik Rottenburg
- Hospiz Vilsbiburg
- Ärztehäuser LAKUMED
- Medizinisches Versorgungszentrum LAKUMED

## Krankenhaus Landshut-Achdorf
Das Krankenhaus Landshut-Achdorf befindet sich in der kreisfreien Stadt Landshut und ist zudem Akademisches Lehrkrankenhaus der Technischen Universität München. Es ist als einziges Krankenhaus in der Region mit allen vier Hauptabteilungen (Innere Medizin, Chirurgie, Gynäkologie und Anästhesie) in die Lehre und Ausbildung der Medizinstudenten eingebunden. Von dieser Kooperation profitieren auch die Patienten: In allen Kliniken und Einrichtungen sind modernste medizinische Verfahren und Ausstattung im Einsatz. Die Chefärzte stehen im ständigen Austausch mit der Universität, um den Patienten die aktuellsten wissenschaftlichen Erkenntnisse anbieten zu können.
Gemeinsam mit dem Kinderkrankenhaus St. Marien in Landshut betreibt das Krankenhaus Landshut-Achdorf das Perinatalzentrum Niederbayern Level 1.
Das Landratsamt befindet sich in unmittelbarer Nachbarschaft zum Krankenhaus.

### Fachbereiche
- Interdisziplinäre Notaufnahme
- Klinik für Kardiologie, Pneumologie und internistische Intensivmedizin
- Klinik für Gastroenterologie, Hepatologie und Onkologie
- Klinik für Allgemein-, Viszeral- und Thoraxchirurgie
- Klinik für Orthopädie und Unfallchirurgie
- Klinik für Gefäßchirurgie
- Klinik für Plastische Chirurgie und Handchirurgie
- Klinik für Gynäkologie und Geburtshilfe
- Klinik für Anästhesie und operative Intensivmedizin
- Institut für Radiologie

## Krankenhaus Vilsbiburg
Das Krankenhaus Vilsbiburg befindet sich etwa 20 Kilometer südlich von der Stadt Landshut im niederbayerischen Vilstal.

### Fachbereiche
- Zentrale Notaufnahme
- Medizinische Klinik
- Klinik für Allgemein- und Viszeralchirurgie
- Klinik für Orthopädie und Unfallchirurgie
- Klinik für spinale Chirurgie
- Klinik für endokrine Chirurgie
- Klinik für Gynäkologie und Geburtshilfe
- Klinik für Anästhesie und Intensivmedizin
- Interdisziplinäres Zentrum für Schmerzmedizin

## Schlossklinik Rottenburg
Die Schlossklinik Rottenburg ist im Schloss Niederhatzkofen untergebracht und liegt rund 25 Kilometer nordwestlich der Stadt Landshut, am Rande der Hallertau.

### Fachbereiche
- Klinik für Innere Medizin
- Fachklinik zur Anschlussheilbehandlung
- Fachklinik für Geriatrische Rehabilitation und Altersmedizin

## Hospiz Vilsbiburg
Das Hospiz Vilsbiburg wurde im Januar 2012 als erstes Hospiz in Niederbayern eröffnet. Es steht für schwerstkranke und sterbende Menschen offen, wenn eine Betreuung zuhause oder in Pflegeeinrichtungen nicht möglich und eine Betreuung rund um die Uhr notwendig ist.

## Interdisziplinäre Zentren der LAKUMED-Kliniken
Viele Erkrankungen erfordern die interdisziplinäre Zusammenarbeit mehrerer Fachabteilungen. Aus diesem Grund arbeiten Ärzte verschiedener Fachrichtungen in den Zentren der LAKUMED-Kliniken eng zusammen, um gemeinsam die für den einzelnen Patienten beste Therapie zu finden.
Um sich als „zertifiziertes Zentrum“ bezeichnen zu dürfen, müssen sich Zentren regelmäßigen Audits von unabhängigen Experten einer Fachgesellschaft unterziehen. Nur wer diese strengen Anforderungen erfüllt, darf sich „zertifiziertes Zentrum“ nennen.
- Zertifiziertes Alterstraumazentrum
- Zertifiziertes Brustzentrum
- Zertifizierte Chest Pain Unit (Brustschmerzzentrum)
- Zertifiziertes Darmzentrum
- Zertifiziertes Diabeteszentrum
- Zertifiziertes Endoprothetikzentrum
- Zertifiziertes Gefäßzentrum
- Zertifiziertes Hernienzentrum
- Zertifiziertes Kompetenzzentrum für chirurgische Koloproktologie
- Zertifiziertes Kompetenzzentrum für Schilddrüsen- und Nebenschilddrüsenchirurgie
- Zertifiziertes Referenzzentrum für Minimal-Invasive Chirurgie
- Zertifiziertes Onkologisches und palliativmedizinisches Zentrum (ESMO)
- Zertifiziertes lokales Traumazentrum (KH Vilsbiburg)
- Zertifiziertes regionales Traumazentrum (Krankenhaus Landshut-Achdorf)
- Zertifiziertes Schlafmedizinisches Zentrum mit Schlaflabor
- Zertifizierte Stroke Unit (Schlaganfallbehandlung)
- Adipositaszentrum
- Inkontinenz- und Beckenbodenzentrum
- Pankreaszentrum
- Perinatalzentrum Niederbayern Level I
- Wirbelsäulenzentrum
- Zentrum für Neurogastroenterologie

Alle drei Krankenhäuser der LAKUMED-Kliniken sind komplett nach DIN ISO 9001 zertifiziert. Dies bedeutet, dass alle Krankenhäuser die besonderen Qualitätsanforderungen dieser international anerkannten Norm umsetzen und damit medizinische Versorgung auf höchstem deutschem und europäischem Niveau bieten.